# Índia nos Jogos Olímpicos de Verão de 2000
A Índia participou dos Jogos Olímpicos de Verão de 2000 em Sydney, Austrália.